# Gabriele Kluge
Gabriele Kluge (née en 1949 à Magdebourg) est une chanteuse allemande.

## Biographie
Gabriele Kluge travaille d'abord comme sténotypiste en 1965 et chante en public à partir de 16 ans avec un groupe, les "Connys". Elle fait sa première apparition à la télévision dans Schlager 68 avec la chanson Unsre Heimat produite l'année précédente et écrite par Klaus Hugo et Jean Burger. Elle intègre ensuite le Jürgen-Heider-Swingtett. Après sa formation de sténotypiste, elle suit une formation dans la nouvelle école artistique de Berlin. Après l'obtention du diplôme, elle reçoit la carte professionnelle de chanteuse et le contrat de deux ans avec la DFF. Elle fait des tournées en Allemagne de l'Est et à l'étranger. Elle met fin à sa carrière en 1990 comme chanteuse de l'orchestre du Stadthalle Magdeburg sous la direction de Curt Dachwitz.

## Discographie
- Immer sagst du verzeih, Amiga 450 677
- Sommerliebe, Amiga 450 690
- Ich glaube, die Nacht vergesse ich nie, Amiga 450 741
- Jeder muss sich entscheiden, Amiga 450 807
- Sorgen mit der Liebe, Amiga 450 807
- Wozu denn das Gerede, Amiga 855 148
- Lange nicht gesehen, Amiga 855 167
- Hojo – aho, Amiga 855 199

## Source de la traduction
- (de) Cet article est partiellement ou en totalité issu de l’article de Wikipédia en allemand intitulé « Gabriele Kluge » (voir la liste des auteurs).